# Listă de compozitori de muzică cultă: Z

## Za
- Johann Zach (Jan Zach) (1699 - 1773)
- Antonio Zacharo (în jur de 1400)
- Gerd Zacher (*1929)
- Friedrich Wilhelm Zachow (1663 - 1712)
- Ivan Zajc (1832 - 1914)
- Riccardo Zandonai (1883 - 1944)
- Andrea Zani (1696 - 1757)
- Frank Zappa (1940 - 1993)
- Juliusz Zarebski (1854 - 1885)
- Gioseffo Zarlino (1517 - 1590)

## Ze
- Ruth Zechlin (* 1926)
- Jan Dismas Zelenka (1679 - 1745)
- Ferdinand Zellbell d.Ä.) (1689 - 1765)
- Ferdinand Zellbell d.J. (1719 - 1780)
- Carl Zeller (1842 - 1898)
- Carl Friedrich Zelter (1758 - 1832)
- Alexander von Zemlinsky (1871 - 1942)
- Hans Zender (* 1936)
- Max Zeuger (*1838)

## Zi
- Carl Michael Ziehrer (1843 - 1922)
- Grete von Zieritz (1899 - 2001)
- Hermann Zilcher (1881 - 1948)
- Winfried Zillig (1905 - 1963)
- Bernd Alois Zimmermann (1918 - 1970)
- Pierre Zimmermann (1785 - 1853)
- Udo Zimmermann (n. 1943)
- Walter Zimmermann (n. 1949)
- Niccolo Zingarelli (1752-1837)
- Irakli Zinzadse (n. 1964)
- Sulchan Zinzadse (1925 - 1991)
- Domenico Zipoli (1688 - 1726)
- Alexandru Zirra (1883 - 1946)

## Zl
- Marilena Zlatanou⁠(d)

## Zö
- Carl Heinrich Zöllner (1792 - 1836)

## Zw
- Ellen Taaffe Zwilich (* 1939)

## Zy
- Otto Matthäus Zykan (* 1935)